# Chondrilla verrucosa
Chondrilla verrucosa är en svampdjursart som beskrevs av Desqueyroux-Faúndez och van Soest 1997. Chondrilla verrucosa ingår i släktet Chondrilla och familjen Chondrillidae.
Artens utbredningsområde är havet kring Galapagosöarna. Inga underarter finns listade i Catalogue of Life.